# Teya
Teya, pseudonyme de Teodora Spiric, est une chanteuse autrichienne. Elle est connue pour avoir représenté l'Autriche au Concours Eurovision de la chanson 2023, en duo avec la chanteuse Salena. 

## Carrière
Teodora Spiric, connue sous le nom de Teya, a commencé la musique à l'âge de 12 ans en tant que saxophoniste dans un orchestre de jazz et écrit ses premières chansons à 17 ans. Teya, qui performait alors sous le nom de scène de Thea Devy, a participé à la sélection autrichienne pour le Concours Eurovision de la chanson 2020 avec une chanson intitulée Judgment Day, chanson qu'elle a également interprété en serbe lors de la sélection serbe la même année.
Teya rencontre Salena lors de leur participation au programme de l'ÖRF, Starmania 21. Dans cette émission, elle est éliminée face à Laura Kozul. Le 31 janvier 2023, le diffuseur autrichien de l'Eurovision annonce que Teya & Salena ont été sélectionnées parmi 15 artistes pour représenter l'Autriche au Concours Eurovision de la chanson 2023. Leur chanson, Who the Hell is Edgar? est dévoilée lors de la Journée internationale des femmes le 8 mars.
Arrivées deuxièmes de leur demi-finale, elles ouvrent ensuite la compétition de la finale où elles terminent à la 15e place sur 26 participants.
En 2025, elle compose la chanson autrichienne pour l'Eurovision 2025, Wasted Love, interprétée par le chanteur JJ. Lors de la finale, la chanson remporte le concours avec un total de 436 points, devant Israël et l'Estonie.